# Sosumi
Sosumi ist einer der System-Töne in dem Betriebssystem Apple Macintosh System 7. Es ist ein extrem kurzes Sample eines Xylophons. Der System-Ton wird noch in den neueren Versionen des Mac OS verwendet, einschließlich Mac OS X.
Der ungewöhnliche Name des Tons rührt von einem Rechtsstreit mit Apple Corps, der Holding der Beatles her, die mit Apple Computer eine weit zurückreichende Prozess-Geschichte aufgrund des Namens verbindet. Mit der Veröffentlichung von System 7 wurde ein Rechtsstreit über die neu in die Produkte von Apple Computer integrierten MIDI-Fähigkeiten beigelegt.
Die Anwälte von Apple Corps prüften jeden Ton-Aspekt des Computers. Während der Entwicklung von System 7 wurde der Name eines der neuen System-Töne als „zu musikalisch“ beanstandet.
Der Schöpfer der neuen Töne für System 7 und des Macintosh Start-Tons, Jim Reekes, wurde immer frustrierter wegen der rechtlichen Überprüfungen und wollte sich rächen. Zuerst meinte Reekes zum Spaß, der Ton sollte Let It Beep heißen, eine Anspielung auf das Beatles-Lied Let It Be, nannte ihn dann aber Sosumi, was man auf Englisch so sue me ausspricht (auf Deutsch so viel wie Verklag mich doch).
Die beiden Apple-Firmen kamen im Jahr 1991 zu einer Einigung. Dennoch strebte Apple Records ein Jahrzehnt später wieder einen Prozess an, nachdem Apple Computer anfing iPods und Musik über den iTunes Music Store zu verkaufen. Die Kernbedingungen des Abkommens aus dem Jahr 1991 wurden bei einer Anhörung im Februar 2005 veröffentlicht.
Der Name des Tons ist heute auch noch als kleiner Scherz auf der Website von Apple versteckt. Dort trägt eine CSS-Klasse, verwendet für rechtliche Hinweise wie z. B. die Copyright-Information, diesen Namen; dies ist aber nur im Quellcode der Seite zu sehen:
```
  
<
div class="sosumi"> 
   
<
p class="copyright">Copyright © 2013 Apple Inc. Alle Rechte vorbehalten.
<
/p> 
   ...
```

Der Name der CSS-Klasse ist ein offensichtlicher Verweis auf den Ton und seine Geschichte.